# Армійська група «Думітреску»
Армі́йська гру́па «Думітреску» (нім. Armeegruppe Dumitrescu) — оперативне об'єднання Вермахту, армійська група в роки Другої світової війни.

## Історія

Яссько-Кишинівська операція

## Райони бойових дій
- Східний фронт (південний напрямок) (7 квітня — 22 серпня 1944)

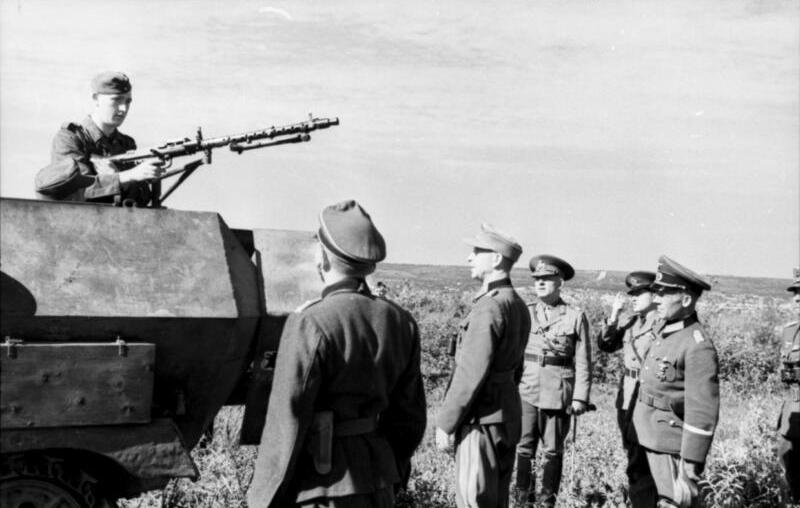
Румунські офіцери біля бронетранспортера, червень 1944

## Командування

### Командувачі
- генерал армії Петре Думітреску (нім. Petre Dumitrescu) (7 квітня — 22 серпня 1944)

## Бойовий склад армійської групи «Думітреску»
- 6-та армія (6. Armee);
- 3-тя румунська армія (Armata 3 română);
- штаб 72-го армійського корпусу особливого призначення (LXXII. Armeekorps);
- 1-ша румунська кавалерійська дивізія (Divizia 1 Cavalerie)
- 13-та танкова дивізія (13. Panzer-Division);
- 258-ма піхотна дивізія (258. Infanterie-Division).

- 3-тя румунська армія
  - 2-й корпус (рум.): 9-та піхотна дивізія (рум.)
  - 3-й корпус (рум.): 2-га піхотна дивізія (рум.), 15-та піхотна дивізія (рум.), 110-та піхотна бригада (рум.)
  - 29-й корпус (нім.): 9-та піхотна дивізія (нім.), 21-ша піхотна дивізія (рум.), 4-та гірсько-піхотна бригада (рум.)
- 6-та армія
  - 30-й корпус (нім.)
    - 306-та піхотна дивізія (нім.)
    - 15-та піхотна дивізія (нім.)
    - 257-ма піхотна дивізія (нім.)
    - 302-га піхотна дивізія (нім.)
    - 384-та піхотна дивізія (нім.)

  - 52-й корпус (нім.)
    - 320-та піхотна дивізія (нім.)
    - 294-та піхотна дивізія (нім.)
    - 161-ша піхотна дивізія (нім.)

  - 44-й корпус (нім.)
    - 335-та піхотна дивізія (нім.)
    - 282-га піхотна дивізія (нім.)
    - 62-га піхотна дивізія (нім.)

  - 7-й корпус (нім.)
    - 106-та піхотна дивізія (нім.)
    - 370-та піхотна дивізія (нім.)
    - 14-та піхотна дивізія (рум.)
- 72-й армійський корпус особливого призначення
- 1-ша румунська кавалерійська дивізія
- 13-та танкова дивізія
- 258-ма піхотна дивізія

### Мемуари
- Фриснер Г. Проигранные сражения. — М. : Воениздат, 1966. (рос.)